# Microdon dubius
Microdon dubius är en flenörtsväxtart som först beskrevs av Carl von Linné, och fick sitt nu gällande namn av O.M. Hilliard. Microdon dubius ingår i släktet Microdon och familjen flenörtsväxter. Inga underarter finns listade i Catalogue of Life.